# Remparts de Mougins
Les remparts de Mougins sont les vestiges d'un ensemble fortifiée de la commune de Mougins, situé dans le département français des Alpes-Maritimes.

## Historique
La porte de l'ensemble fortifié fait l’objet d’une inscription au titre des monuments historiques depuis le 20 juillet 1942.